# Vulgichneumon deceptor
Vulgichneumon deceptor là một loài tò vò trong họ Ichneumonidae.